# Chikkalaxmipura, Tirumakudal Narsipur
Chikkalaxmipura là một làng thuộc tehsil Tirumakudal Narsipur, huyện Mysore, bang Karnataka, Ấn Độ.